# Lamin, North Bank, Gambia
Lamin  este un oraș  în  diviziunea  North Bank, Gambia.